# Konrode
Konrode ist ein Ortsteil der Gemeinde Schenklengsfeld im osthessischen Landkreis Hersfeld-Rotenburg. Der Ort schließt sich westlich direkt dem Hauptort Schenklengsfeld an. Konrode liegt langgezogen an beiden Ufern des Ringbaches, der in Schenklengsfeld in die Solz mündet.

## Geschichte

### Ortsgeschichte
Die älteste bekannte schriftliche Erwähnung von Konrode erfolgte unter dem Namen Cornede im Jahr 1292 in einer Urkunde des Reichsklosters Hersfeld. Die Erwähnung als Cornede im Jahr 1122 wird als nicht gesichert angesehen. Weiter belegt wurde der Ort 1482 als Conerode und 1505 als Cunroder Aue. Zu dieser Zeit war der Ort vermutlich eine Wüstung und gehörte zum Amt Landeck. Ab wann Konrode wieder bewohnt wurde, ist nicht bekannt. Die Herren von Buchenau hatten ebenfalls in diesem Zeitraum im Ort hersfeldische Lehen inne.
Im Jahr 1639 wurde der Ort als Conurode erwähnt und erst um 1895 bürgerte sich der heutige Name ein. Um 1800 gab es die Heimers-Kirche, eine Kapelle, die zu einem Gut gehörte.
Zum 1. Februar 1971 wurde die bis dahin selbständige Gemeinde Konrode im Zuge der Gebietsreform in Hessen auf freiwilliger Basis in die Gemeinde Schenklengsfeld eingemeindet. Für Konrode wurde, wie für alle bei der Gebietsreform eingegliederten Gemeinden sowie für die Kerngemeinde mit Lampertsfeld, ein Ortsbezirk mit Ortsbeirat und Ortsvorsteher nach der Hessischen Gemeindeordnung gebildet.

### Verwaltungsgeschichte im Überblick
Die folgende Liste zeigt die Staaten und Verwaltungseinheiten, denen Konrode angehört(e):
- vor 1648: Heiliges Römisches Reich, Fürstentum Hersfeld, Amt Landeck
- 1648–1806: Heiliges Römisches Reich, Landgrafschaft Hessen-Kassel, Fürstentum Hersfeld, Amt Landeck
- 1807–1813: Königreich Westphalen, Departement der Werra, Distrikt Hersfeld, Kanton Landeck
- ab 1815: Kurfürstentum Hessen, Fürstentum Hersfeld, Amt Landeck[9]
- ab 1821/22: Kurfürstentum Hessen, Provinz Fulda, Kreis Hersfeld[10][Anm. 2]
- ab 1848: Kurfürstentum Hessen, Bezirk Hersfeld
- ab 1851: Kurfürstentum Hessen, Provinz Fulda, Kreis Hersfeld
- ab 1867: Königreich Preußen, Provinz Hessen-Nassau, Regierungsbezirk Kassel, Kreis Hersfeld
- ab 1871: Deutsches Reich, Königreich Preußen, Provinz Hessen-Nassau, Regierungsbezirk Kassel, Kreis Hersfeld
- ab 1918: Deutsches Reich, Freistaat Preußen, Provinz Hessen-Nassau, Regierungsbezirk Kassel, Kreis Hersfeld
- ab 1944: Deutsches Reich, Freistaat Preußen, Provinz Kurhessen, Landkreis Hersfeld
- ab 1945: Deutsches Reich, Amerikanische Besatzungszone, Groß-Hessen, Regierungsbezirk Kassel, Landkreis Hersfeld
- ab 1946: Deutsches Reich, Amerikanische Besatzungszone, Hessen, Regierungsbezirk Kassel, Landkreis Hersfeld
- ab 1949: Bundesrepublik Deutschland, Hessen, Regierungsbezirk Kassel, Landkreis Hersfeld
- ab 1971: Bundesrepublik Deutschland, Hessen, Regierungsbezirk Kassel, Landkreis Hersfeld, Gemeinde Schenklengsfeld
- ab 1972: Bundesrepublik Deutschland, Hessen, Regierungsbezirk Kassel, Landkreis Hersfeld-Rotenburg, Gemeinde Schenklengsfeld

## Bevölkerung

### Einwohnerstruktur 2011
Nach den Erhebungen des Zensus 2011 lebten am Stichtag, dem 9. Mai 2011, in Konrode 234 Einwohner. Darunter waren keine Ausländer. Nach dem Lebensalter waren 51 Einwohner unter 18 Jahren, 87 zwischen 18 und 49, 36 zwischen 50 und 64 und 60 Einwohner waren älter. Die Einwohner lebten in 93 Haushalten. Davon waren 18 Singlehaushalte, 30 Paare ohne Kinder und 42 Paare mit Kindern, sowie 6 Alleinerziehende und keine Wohngemeinschaften. In 27 Haushalten lebten ausschließlich Senioren und in 54 Haushaltungen lebten keine Senioren.

### Einwohnerentwicklung
| Quelle: Historisches Ortslexikon |                  |
| • 1505:                          | wohl wüst        |
| • 1585:                          | 14 Haushaltungen |
| • 1747:                          | 26 Haushaltungen |

| Konrode: Einwohnerzahlen von 1834 bis 2019 | Konrode: Einwohnerzahlen von 1834 bis 2019 | Konrode: Einwohnerzahlen von 1834 bis 2019 | Konrode: Einwohnerzahlen von 1834 bis 2019 | Konrode: Einwohnerzahlen von 1834 bis 2019 |
| --- | ------------------------------------------ | ------------------------------------------ | ------------------------------------------ | ------------------------------------------ |
| Jahr |                                            |                                            |                                            | Einwohner                                  |
| 1834 | 1834                                       |                                            | 144                                        | 144                                        |
| 1840 | 1840                                       |                                            | 167                                        | 167                                        |
| 1846 | 1846                                       |                                            | 183                                        | 183                                        |
| 1852 | 1852                                       |                                            | 175                                        | 175                                        |
| 1858 | 1858                                       |                                            | 167                                        | 167                                        |
| 1864 | 1864                                       |                                            | 184                                        | 184                                        |
| 1871 | 1871                                       |                                            | 173                                        | 173                                        |
| 1875 | 1875                                       |                                            | 174                                        | 174                                        |
| 1885 | 1885                                       |                                            | 153                                        | 153                                        |
| 1895 | 1895                                       |                                            | 150                                        | 150                                        |
| 1905 | 1905                                       |                                            | 150                                        | 150                                        |
| 1910 | 1910                                       |                                            | 137                                        | 137                                        |
| 1925 | 1925                                       |                                            | 121                                        | 121                                        |
| 1939 | 1939                                       |                                            | 157                                        | 157                                        |
| 1946 | 1946                                       |                                            | 249                                        | 249                                        |
| 1950 | 1950                                       |                                            | 284                                        | 284                                        |
| 1956 | 1956                                       |                                            | 254                                        | 254                                        |
| 1961 | 1961                                       |                                            | 229                                        | 229                                        |
| 1967 | 1967                                       |                                            | 253                                        | 253                                        |
| 1970 | 1970                                       |                                            | 259                                        | 259                                        |
| 1980 | 1980                                       |                                            | ?                                          | ?                                          |
| 1990 | 1990                                       |                                            | ?                                          | ?                                          |
| 2000 | 2000                                       |                                            | ?                                          | ?                                          |
| 2009 | 2009                                       |                                            | 245                                        | 245                                        |
| 2011 | 2011                                       |                                            | 234                                        | 234                                        |
| 2015 | 2015                                       |                                            | 234                                        | 234                                        |
| 2019 | 2019                                       |                                            | 233                                        | 233                                        |
| Datenquelle: Historisches Gemeindeverzeichnis für Hessen: Die Bevölkerung der Gemeinden 1834 bis 1967. Wiesbaden: Hessisches Statistisches Landesamt, 1968. Weitere Quellen: LAGIS; Gemeinde Schenklengsfeld; Zensus 2011 |                                            |                                            |                                            |                                            |

### Historische Konfessionsstatistik
| • 1885: | 153 evangelische (= 100 %) Einwohner                               |
| • 1961: | 194 evangelische (= 84,72 %), 35 katholische (= 15,28 %) Einwohner |

## Politik
Für den Ortsteil Konrode besteht ein Ortsbezirk (Gebiete der ehemaligen Gemeinde Konrode) mit Ortsbeirat und Ortsvorsteher nach der Hessischen Gemeindeordnung. Der Ortsbeirat besteht aus fünf Mitgliedern. Bei Kommunalwahlen in Hessen 2021 lag die Wahlbeteiligung zum Ortsbeirat bei 69,95 %. Alle Kandidaten gehören der „Gemeinschaftsliste“ an. Der Ortsbeirat wählte Ewald Schwalb zum Ortsvorsteher.

## Kulturdenkmäler
Für die unter Denkmalschutz stehenden Kulturdenkmale des Ortes siehe die Liste der Kulturdenkmäler in Konrode.
Sühnekreuz

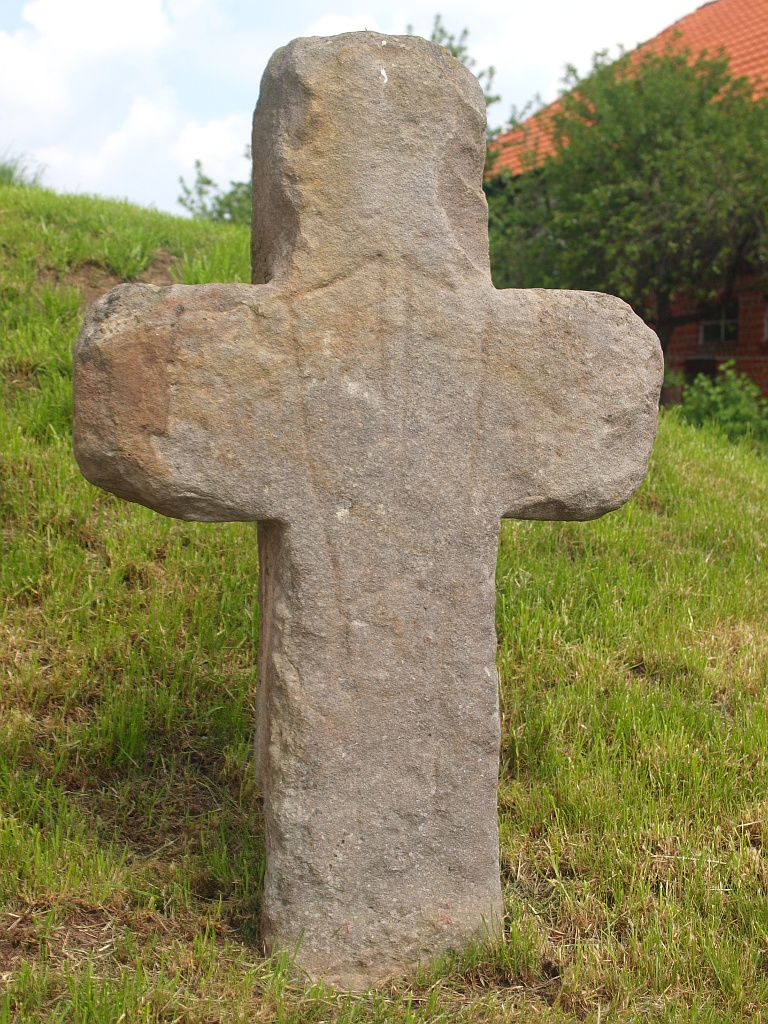
Das Sühnekreuz in Konrode

Am Dorfgemeinschaftshaus steht seit 1986 ein Steinkreuz aus Sandstein. Vorher war es in der Ufermauer des Ringbaches unterhalb einer Straßenbrücke Konrode-Schenklengsfeld vermauert. Dies war aber nicht sein ursprünglicher Standort. Diesen kennt man genau so wenig, wie das Ereignis, zu dem das Kreuz gesetzt wurde. Die eine Seite hat eine Einritzung, die eine Tuchmacherschere darstellt, auf der anderen Seite erkennt man nur noch zwei eingeritzte parallele Linien. Man geht daher davon aus, dass die Tuchmacherschere das Standeszeichen eines ermordeten Webers und die parallelen Linien ein Fragment einer Hieb- oder Stichwaffe (die Tatwaffe) sind. Es handelt sich daher wahrscheinlich um ein Sühnekreuz, dessen Alter unbekannt ist.

## Infrastruktur
Im Ort gibt es ein Dorfheim. Durch den Ort verläuft die Landesstraße 3341.
Der öffentliche Personennahverkehr erfolgt durch die ÜWAG Bus GmbH mit der Linie 345.